# Physetica
Physetica là một chi bướm đêm thuộc họ Noctuidae.